# Quíchua boliviano meridional
Quíchua boliviano meridional, também conhecido como quíchua boliviano central, é um dialeto do quíchua falado na Bolívia e áreas do norte Argentina e áreas adjacentes no norte do Chile,, onde também é conhecido como Kolla. Não deve ser confundido com o quíchua boliviano do norte, que é falado nas encostas andinas do norte da Bolívia, sendo fonologicamente distinto da variedade sul boliviana. Estimativas do número de falantes do quéchua sul-boliviano variam de 2,3 a 2,8 milhão, tornando-o o idioma mais falado na Bolívia, um pouco maior do que o Aimará, com cerca de 2 milhões de falantes na Bolívia. Em comparação, o dialeto boliviano do norte tem aproximadamente 116.000 falantes.

Os quatro ramos do quíchua. Quíchua boliviano meridional é um dialeto do Quíchua do Sul (II-C)

## História e dialetos
Quíchua boliviano meridionalé um membro do ramo sul da família de línguas Quíchua, sendo estreitamente relacionado com outros dialetos Quíchua do Sul incluindo  Ayacucho e particularmente Cusco quíchua, variedades que são faladas no Peru.
A família da língua quíchua abrange um conjunto extremamente diversificado de línguas, muitas das quais são mutuamente ininteligíveis, razão pela qual os linguistas classificaram o quíchua como uma família linguística em oposição a uma língua com muitos dialetos. Embora se acredite que todas as línguas quíchuas descendem de um único ancestral, o proto-quíchua, ainda há um debate sobre como as línguas quíchuas modernas evoluíram para suas formas atuais, e como seria essa linha do tempo. Como resultado disto, tem havido numerosas classificações sugeridas e teorias da relação de línguas e dialetos específicos do quíchua. No entanto, a ampla divisão atual de quíchua em quatro ramos principais é geralmente aceita.
Joseph Greenberg, em sua altamente contestada teoria da superfamília de línguas ameríndias, coloca a família da língua quíchua no ramo andino das ameríndias, que é parte do maior ramo ameríndio sulista e que abrange todos os povos indígenas do sul. Grande parte da proposta de Greenberg foi refutada, e suas afirmações sobre o quíchua são igualmente suspeitas. Mesmo num de seus subgrupos mais baixos, a família linguística andina, a ideia de que as línguas andinas como quíchua e aimará estão relacionadas ainda é debatida, e o consenso comum é que as semelhanças entre quíchua e aimará surgiram do contato da linguagem em oposição a uma relação genética..
Existem algumas diferenças dialetais no Quíchua boliviano meridional entre as regiões da Bolívia. Esses dialetos incluem Chuquisaca, Cochabamba, Oruro, Potosí e Sucre, esses na Bolívia, juntamente com o do norte da Argentina  na província de Jujuy. Talvez haja ainda alguns falantes, umas 900 pessoas de etnia quíchua, no Chile. O Santiagueño Quechua da Argentina, embora divergente, parece derivar, pelo menos em parte, do Quíchua boliviano meridional.

## Situação
O quíchua é reconhecido como língua oficial da Bolívia, uma das 36 línguas indígenas declaradas oficiais na Constituição do país. Com cerca de 2,8 milhões de falantes de uma população de aproximadamente 10 milhões, é a língua indígena mais falada na Bolívia.. Esse número é muito maior do que muitas outras línguas indígenas proeminentes da Bolívia, como o Quíchua da Bolívia do Norte (116 mil falantes) ou  Guarani (33,7 mil falantes). No entanto, em comparação com o espanhol, que é falado por 8,7 milhões ou cerca de 87% dos bolivianos, o quíchua é muito menos utilizado. Tem havido numerosas preocupações levantadas sobre o status das línguas indígenas, incluindo o boliviano meridional, devido à língua de prestígio na área, o espanhol, estar potencialmente forçando a ameaça de outras línguas desvalorizadas..
O Ethnologue lista o Quíchua boliviano meridionalcomo "em desenvolvimento", o que indica que "a linguagem está em uso vigoroso, com a literatura em uma forma padronizada sendo usada por alguns, embora esta ainda não seja difundida ou sustentável." No entanto, o Atlas de Idiomas em Perigo da [UNESCO]] categorizou o Quíchua boliviano meridional como "vulnerável", definido como o seguinte: "A maioria mas não todas as crianças ou famílias de uma determinada comunidade fala o idioma como sua primeira língua, mas pode estar restrita a domínios sociais específicos (como em casa, onde as crianças interagem com seus pais e avós)." Embora essa forma quíchua e a família linguística quíchua em geral estejam em melhor situação em comparação com muitas outras línguas indígenas, devido ao número relativamente grande de falantes, o quíchua ainda está ameaçado devido à sua longa história de influência e bilinguismo com o espanhol. Além disso, as diferenças linguísticas, ideológicas e culturais entre seus muitos dialetos tornam difícil para os formuladores de políticas abordarem o Quíchua como um todo, já que cada comunidade quíchua oferece diferentes desafios em relação à política e ao planejamento de idiomas.
Nas últimas décadas houve um aumento nos esforços de revitalização do quíchua e de outras línguas indígenas devido a fatores como o crescimento do turismo internacional promovendo o orgulho cultural. Foram feitos esforços para aumentar o status linguístico e cultural da língua e dos povos quéchuas. Na Bolívia, muitos formuladores de políticas defendem o ensino de quíchua e outras línguas indígenas, como o aimará, em todas as escolas públicas e escritórios governamentais. No entanto, esses esforços de revitalização são muitas vezes enfrentados com resistência, e sua eficácia em deter o declínio de quíchua ainda é questionável.

### Sílabas
Quíchua boliviano meridional geralmente tem uma estrutura silábica CV (C) simples, onde a consoante ao final pode ocorrer. A consoante de início também é opcional no começo da palavra, como nas palavras "ima", "o que" e "uk", "um", e empréstimos espanhóis podem conter agrupamentos consonantais de palavra inicial da forma CCV (C), como em  bwenos diyas  "bom dia". Não mais do que duas consoantes são permitidas num cluster consonantal.
O Proto-Quíchua tem poucas restrições sobre combinações de grupos consonantais permitidos, mas devido às sílabas com consoantes fracas no final, há maiores restrições sobre os tipos de clusters consonantais que ocorrem no Quíchua boliviano meridional. Alguns dos possíveis encontros consonantais podem ser vistos nos exemplos a seguir:
- čilwi "galinha, pinto"
- p'isqu "ave"
- qan munanki "eu quero isso"
- kayqa "este"
- waliqlla rirquy "você pode estar bem"

### Tonicidade
O tonicidade primária geralmente ocorre na penúltima sílaba da palavra, com tonicidade secundária em sílabas alternadas. Isso pode ser visto nas análises seguintes para as palavras  munankičis  e  munankičisñaču  (verbo raiz  muna  "querer, desejar"), onde a tonicidade foi numerada abaixo:
| mu | nan | ki | čis |
| 2  |     | 1  |     |

| mu | nan | ki | čis | ña | ču |
| 2  |     | 3  |     | 1  |    |

Exceções mais raras há onde a sílaba final da palavra carrega a tonicidade primária, como em  ari  "sim". Existem também alguns sufixos "emotivos" na linguagem que são sempre tônicos, resultando em tonicidade na última sílaba da palavra.  O tonicidade na sílaba final também pode ocorrer através da elisão de uma única sílaba. Há sufixos suaves (por exemplo, o marcador de pergunta sim / não  -chu ) sem uma mudança subsequente do tonicidade.

## Morfologia
A Quíchua boliviano meridional é uma língua aglutinativa consonantal com uma rica morfologia derivacional, permitindo à linguagem transmitir uma grande quantidade de informação num única palavra. Como resultado disso, as palavras no Quíchua boliviano meridional podem ser muito longas.
Palavras na língua são com sufixos puramente consoantes; nenhum outro tipo de consoante apêndice é usado. Esses sufixos também são altamente regulares, com alternações geralmente ocorrendo apenas para manter a estrutura silábica.
Morfemas dentro de uma palavra são ordenados da seguinte forma:
sufixos raiz + derivacional + sufixos flexionais + clíticos

### Derivação
O Quíchua boliviano meridional tem muitos sufixos claramente derivados, onde um substantivo, verbo ou adjetivo é derivado de uma categoria lexical diferente.. Alguns exemplos:
 Nota:  -y  é o verbo marcador infinitivo. 
- -cha  (factivo):  wasi  'casa' ',' 'wasi-cha-y' '"construir uma casa"
- -naya  (desiderativo):  aycha  "carne",  aycha-naya-y  "sentir vontade de comer um pouco de carne"
- -ya  (auto-transformador):  wira  "gordo",  wira-ya-y  "engordar, engordar"
- -na  (obrigatória):  tiya  "sentar",  tiya-na  "assento, cadeira"
- -yuq  (possessivo):  wasi  'casa' ',' 'wasi-yuq'  chefe de família '
- -li  (adjetivo formativo do verbo):  mancha  medo ',' 'mancha-li' '"covarde, medroso"

Outros sufixos são menos claramente categorizados como derivados ou flexionais, incluindo alguns sufixos aspectuais, bem como uma classe de sufixos denominados “auxiliares”. Por exemplo, o sufixo causativo "-chi" pode parecer diretamente flexível em alguns casos:
- mik "u-chi- " faça (alguém) comer "
- 'puri-chi-' '"faça (alguém) andar"
- paka-chi-  "causa (alguém) para se esconder"

Mas em outros casos pode ser derivacional:
- runa wañu-chi  "matador de homens, assassino"
- puma wañu-chi  "caçador de puma"
- wasi saya-chi  "construtor de casa, carpinteiro"

### Morfologia de inflexão

#### Verbos
Existem várias categorias de sufixos consonantais para os verbos do Quícuha. Esses incluem os sufixos marcadores de modo, de objeto, tempo, aspecto, pessoa, modo.
O Quíchua boliviano meridional tem uma grande quantidade de sufixos modais para expressar vários concentos: Exemplos:
- -ra "des-, desfazer"; wata-ra- "unknot, untie"
- -naya "pretender, pronto para, fazer como se"; willa-naya- "fazer para dizer que"
- -ysi "ajudar alguém"; mik”u-ysi-y "ajuda-lo a comer"
- -na "ter que, ser capaz de" (obrigação); willa-na- "ter que contar"
- -pu "para outra pessoa" (beneficiar); qu-pu-y "dar isso a ele"

Alguns desses sufixos modais podem ser derivacionais se usados com um não-verbo - por exemplo, - naya e -na'.
Os marcadores de pessoa diferenciam entre primeira, segunda e terceira pessoas e pluralidade, bem como uma primeira pessoa inclusiva e exclusiva no plural. Marcadores de objeto e marcadores de assunto são usados na linguagem e os marcadores de objeto aparecem antes dos marcadores de sujeito. O marcador de objeto é  -wa  para um objeto de primeira pessoa e  -su  para um objeto de segunda pessoa. A tabela a seguir detalha possíveis combinações de marcadores de objeto e sujeito. Algumas categorias de pessoas não têm marcador de sujeito e / ou objeto.
|         |            | Objeto         |            |              |            |                |               |
|         |            | 1º Sg.         | 1º Pl. Ex. | 1º Pl. In.   | 2º Sg.     | 2º Pl.         | 3º Sg. ou Pl. |
| Sujeito | 1º Sg.     |                |            |              | -su...-yki | ...-ykichiq    | ...-ni        |
| Sujeito | 2º Sg.     | -wa...-nki     | -wa...-yku |              |            |                | ...-nki       |
| Sujeito | 3º Sg.     | -wa...-n       | -wa...-yku | -wa...-nchiq | -su...-nki | -su...-nkichiq | ...-n         |
| Sujeito | 1º Pl. In. |                |            |              |            |                | ...-nchiq     |
| Sujeito | 1º Pl. Ex. |                |            |              | -su...-yku | ...-ykichiq    | ...-yku       |
| Sujeito | 2º Pl.     | -wa...-nkichiq | -wa...-yku |              |            |                | ...-nkichiq   |
| Sujeito | 3º Pl.     | -wa...-nku     | -wa...-yku | -wa...-nchiq | -su...-nku | -su...-nkichiq | ...-nku       |

Todos os tempos não presentes no  indicativo são marcados por um sufixo que precede diretamente a marcação da pessoa. O presente do subjuntivo é marcado com um sufixo após a marcação da pessoa. Exemplos de marcadores de tempo incluem o simples sufixo passado -rqa, passado imperfeito -yka e passado perfeito -sqa. Sufixos de tempo podem mudar de forma dependendo da pessoa e podem alterar a marcação de pessoa em alguns casos: por exemplo, no passado imperfeito, tanto a terceira pessoa do singular quanto a do plural (geralmente "-n", "-nchiq") , ou  -nku  dependendo do objeto) se torna -q, significando que um verbo no passado imperfeito com um sujeito de terceira pessoa terminaria em -yka-q.

#### Substantivo
Além dos sufixos de marcação de casos, o substantivo Quíchua pode ser pluralizado com o sufixo -kuna (ou por um numeral modificador que precede o substantivo). No entanto, a maioria dos falantes usa o sufixo -s, emprestado do espanhol, quando o substantivo termina em uma vogal. Por exemplo, wasi ("casa") torna-se wasis ("casas") ou runa ("pessoa") torna-se runas ("pessoas / pessoas"). O sufixo Quíchua -kuna geralmente é usado apenas quando um substantivo termina em uma consoante, como yan (estrada), que se torna yankuna (estradas). Um marcador coletivo, "-ntin", também existe para denotar "união", como em "alquim-michi-ntin", "o cão, junto com o gato". A possessividade é marcada por um sufixo ligado ao substantivo, com a forma que o morfema assume dependendo da pessoa, da pluralidade e se está seguindo uma vogal ou consoante.

#### Outras categorias
Os pronomes s não têm marcadores de pessoa, mas tem marcadores plurais que variam de pessoa para pessoa. Os pronomes possessivos são marcados pela adição do sufixo genitivo apropriado.
Os Adetivos podem ser transformados em superlativos com o sufixo  -puni , como em  kosa  "bom";  kosa-puni  "bem acima de todos os outros, melhor ".

#### Sufixos independentes
Alguns sufixos do Quíchua podem ser usados com palavras de qualquer categoria lexical e são geralmente encontrados no final da palavra depois de todos os outros sufixos. Alguns exemplos são:
- -ri  "por favor, bem, com prazer" (polido)
- -pis  "mesmo assim, mesmo se, e, também" (aditivo)
- -chu  "é assim?" (não factual, pergunta)
- '-chus' '"se, talvez" (dubitativo)

### Reduplicação
A reduplicação é usada extensivamente para vários propósitos e pode ser derivacional:
- llañuy  "fino";  llañuy llañuy  "muito magro"
- wasi  "casa";  wasi wasi  "assentamento, coleção de casas"
- rumi  "pedra";  rumi rumi  "rochoso"

As raízes reduplicadas também podem ser sufixadas:
- taq  "som de golpe de martelo";  taq-taq-ya-y  "bater com um martelo"

## Sintaxe

### Ordem das palavras
A ordem básica das palavras Quíchua é sujeito-objeto-verbo (SOB). No entanto, como os substantivos são marcados para maiúsculas e minúsculas, a ordem das palavras é, na verdade, muito flexível e geralmente variada para fins de ênfase. Por exemplo, as seguintes frases significam "Atahuallpa matou Huascar":
- Atawallpa sipi-chi-rqa Waskar-ta.
- Atawallpa Waskar-ta sipi-chi-rqa.
- Waskara-ta Atawallpa sipi-chi-rqa.
- Waskar-ta sipi-chi-rqa Atawallpa.

Um aspecto da ordem das palavras que é constante na linguagem é o fato de que os modificadores de substantivos devem preceder diretamente o substantivo, ex.: o Adjetivo precede o Substantivo.

### Casos
O Quíchua é uma língua nominatiova-acustativa consonantal. Substantivos podem ter os seguintes marcadores de caso:
- Genitivo -q/-qpa/-qpata
- Acusativo -ta
- Dativo -man
- Ablative -manta
- Locativo -pi
- Porposivo -paq
- Causal -rayku
- Instrumental -wan
- Comitativo -tawan
- Alativo -kama

A falta de um marcador de caso indica o nominativo.

### Passivo
Passivas são marcadas por sufixos, incluindo  -sqa  no verbo,  -manta  "de, por" no agente e  -wan  "com" no instrumento, como no seguinte exemplos:
- Chay runa alqu-manta k"ani-sqa "Esse homem foi mordido pelo cachorro"
- Runa rumi-wan maqa-sqa "O homem foi atingido por uma pedra"

### Subordinação
A subordinação é indicada principalmente por particípios e pode ser marcada apenas para o tempo relativo ao verbo principal. A subordinação não precisa ser explicitamente marcada, pois certos particípios podem ser entendidos como subordinativos - por exemplo, uma simples frase como "Ele vem, saio" pode ser interpretada como "Quando ele vier, eu irei embora" ou " "Se ele vier, eu vou embora". Outros sufixos como -qti when e -rayku "porque" também podem ser usadas para marcar uma cláusula subordinada.
Além disso, a subordinação também pode ser indicada de forma lexical por ukta ... chaymanta ... "primeiro ... então .." ou ukta ... q 'ipanta ...' Além disso, a subordinação também pode ser indicada de forma lexical por  ukta ... chaymanta ...  "primeiro ... então ..." ou  ukta ... q 'ipanta ...' "primeiro. .. depois ... ", como nos exemplos a seguir primeiro. .. depois ... ", como nos exemplos a seguir:
- Ukta q"awa-wa-n, chaymanta chaski-n " Primeiro ele me viu, então ele correu "
- Ukta q"awa-wa-spa, q"ipanta pay chaski-n "First seeing me, afterwards he ran" ("Depois de me ver, ele correu")

## Fonologia

### Vogais
|         | Anterior | Posterior |
| ------- | -------- | --------- |
| Fechada | i        | u         |
| Aberta  | a        | a         |

O Quíchua tem três sons básicos de vogais: vogal frontal não-arredondada / i /, vogal com arredondamento para trás / u / e vogal central baixa / a /. A vogal frontal / i / é reduzida para [e] ou [ɛ] quando próximo a uma oclusiva uvular ou quando separada de uma oclusiva uvular apenas por uma consoante não-oclusiva. A vogal posterior / u / é similarmente reduzida neste ambiente, para [o] ou [ɔ].

### Consoantes
A tabela a seguir exibe os sons consonantais em quéchua usando o sistema ortográfico empregado por Bills (1969). Equivalentes IPA são incluídos entre parênteses quando necessário.
|                     |             | Bilabial | Dental  | Palatal   | Velar   | Uvular  | Glotal |
| ------------------- | ----------- | -------- | ------- | --------- | ------- | ------- | ------ |
| Plosiva ou Africada | Oclusiva    | p        | t       | ch [tʃ]   | k       | q       |        |
| Plosiva ou Africada | Aspirada    | p" [pʰ]  | t" [tʰ] | ch" [tʃʰ] | k" [kʰ] | q" [qʰ] |        |
| Plosiva ou Africada | Glotalizada | p'       | t'      | ch' [tʃ'] | k'      | q'      |        |
| Fricativa           | Fricativa   |          | s       |           |         |         | h      |
| Nasal               | Nasal       | m        | n       | ñ [ɲ]     |         |         |        |
| Vibrante            | Vibrante    |          | r       |           |         |         |        |
| Lateral             | Lateral     |          | l       | ll [ʎ]    |         |         |        |
| Aproximante         | Aproximante | w        |         | y [j]     |         |         |        |

Existem quatro oclusivas e uma africada / ch / no sistema de som básico. Os cinco sons contrastam com suas versões aspiradas e glotizadas, uma característica que ocorre em muitos dialetos da família da língua quíchua e acredita-se que seja como resultado da exposição à língua aimará, que faz as mesmas distinções. A aspiração e a glotalização podem ser vistas como contrastantes em pares mínimos, como "puñun", "ele dorme" versus "p'uñun", "seu jarro", e "piña", "abacaxi" versus "p". iña  "selvagem".
Todas as oclusivas, africadas e fricativas são surdas, com exceção de / q /, que se torna uma fricativa uvular sonora [ʁ] no início de sílaba.
Alternativas fonológicas adicionais incluem fricativização de / k / e / q / no fim de sílaba para velar [x] e uvular [χ] respectivamente. A fricativa / s / possui alofones [s] e [ʃ], dos quais o último ocorre com pouca frequência. Alternações fonológicas adicionais incluem fricativização de / k / e / q / no fim da sílaba a velar [x] e uvular [χ] respectivamente. A fricativa / s / tem alofones [s] e [ʃ], dos quais o último ocorre com pouca frequência. Todas as fricativas ocorrem apenas no início ou meio de palavra, nunca no final.
Os três sons nasais se assimilam ao ponto de articulação do som consoante seguinte. A consoante / n / é a única nasal que ocorre e se torna [ŋ].